# K&K Verlagsanstalt
K&K Verlagsanstalt es una compañía discográfica independiente alemana con sede en Landau in der Pfalz, especializada en música clásica y jazz. Fue fundada en 1990 por Josef-Stefan Kindler.

## Historia
La empresa fue creada en 1990 por Josef-Stefan Kindler. En 1992 se incorporó a la empresa el músico e ingeniero de sonido Andreas Otto Grimminger, que es miembro del Börsenverein des Deutschen Buchhandels. El sello se concentra en grabaciones de conciertos para audiófilos.

## Series del catálogo
Las series de CD están creadas por Josef-Stefan Kindler y Andreas Otto Grimminger:
- Edición del Monasterio de Maulbronn: Una selección de unos 25 conciertos cada año que tienen lugar en el Monasterio de Maulbronn, declarado Patrimonio de la Humanidad por la Unesco.
- Auténticos conciertos clásicos: grabaciones de conciertos en lugares históricos interesantes.
- Serie Swing

## Artistas
El sello ha colaborado con numerosos intérpretes y conjuntos entre los que cabe destacar:
- Amir Tebenikhin (pianista)
- Franz Vorraber (pianista)
- Lilya Zilberstein (pianista)
- David Thomas (solista vocal)
- Michael Chance (solista vocal)
- Nancy Argenta (solista vocal)
- Miriam Allan (solista vocal)
- Jürgen Budday (director)
- Paweł Przytocki (director)
- Capella Istropolitana (orquesta)
- Orquesta de Cámara de Württemberg Heilbronn
- Orquesta Barroca de la Unión Europea
- Coro de Cámara de Maulbronn (coro)
- Hannoversche Hofkapelle (orquesta de la Corte de Hannover)
- Gabriel Rivano (trío)
- Singer Pur
- Trío Fontenay